# Опочинина, Надежда Петровна
Опочинина, Надежда Петровна (1821—1874) — образованная и просвещенная женщина своего времени, источник вдохновения и тайная любовь Модеста Петровича Мусоргского. По единодушному мнению биографов композитора, эта женщина сыграла особую роль в его жизни, хотя никаких свидетельств их близости, никаких упоминаний о ней в письмах Мусоргского нет.
Отец Надежды Петровны, Петр Александрович, принадлежал к дворянскому роду Опочининых Ярославской губернии. В 1788 году флота мичман, в 1820-м — коллежский советник и советник Свеаборгской Контрольной экспедиции. Был в близком родстве с адмиралом Иваном Саввичем Сульменевым[1] (1771—1851). В семье П. А. Опочинина было семеро детей, дочь Надежда и шестеро сыновей: Александр (1805—1887) — певец-любитель (бас), с 1849 по1886 год начальник Архива главного инженерного управления; Алексей (1807—1885) — генерал, Тифлисский комендант, участник покорения Кавказа; Николай (1808—1886), контр-адмирал, командир Седьмого экипажа винтовых канонерских лодок западного отряда; Владимир (1810—1889) — контр-адмирал, вице-директор Комиссариатского департамента и командир ластовой бригады Балтийского флота, певец-любитель (бас-баритон); Федор; Александр младший — с 1853 капитан-лейтенант, с 1858 на гражданской службе — надворный советник[2].
В просвещенной, верной традициям русской культуры семье Опочининых все были страстными любителями музыки. Наиболее известен один из братьев, Владимир Петрович, который обладал великолепным басом, был учеником А. С. Даргомыжского. Другие братья тоже отличались музыкальностью, хорошо пели. В квартире Опочининых, расположенной на первом этаже в Инженерном замке, собирался «опочининский кружок» или, так называемые, «опочининские субботы», привлекавшие весь музыкальный и литературный цвет Петербурга. Бывали также художники, среди них П. Т. Борисполец и М. О. Микешин. Музыка в кружке Опочининых занимала большое место. Здесь впервые исполнялись многие новые произведения молодых композиторов. Вдохновителем и руководителем музицирования на опочининских субботах всегда был Мусоргский.[3]
Датированное 4 марта 1864 года письмо Опочининой на роскошной бумаге с фамильным гербом сообщает: «Надеясь на вашу любезность, Милий Алексеевич [Балакирев], прошу известить меня, когда и где будет генеральная репетиция концерта в пользу вашей школы — чем много утешите Надежду Опочинину».[4]
Сближению находящихся в родстве семей Мусоргских и Опочининых послужила дружба Н. П. Опочининой с матерью Мусоргского Ю. И. Чириковой (1813—1865). Знакомство Надежды Опочининой с Модестом Мусоргским состоялось в 1849 году, когда братья Модест и Филарет переехали в Петербург из имения Карево и поступили в немецкое училище Петришуле, находившееся недалеко от Инженерного замка¸ где жили Опочинины, с радостью взявшие на себя заботу о мальчиках. Дальнейшее пребывание Мусоргского в Петербурге тесно связано с семьей Опочининых. В конце 1850-х годов, оставив военную карьеру, он служит в главном инженерном управлении. Не исключено, что данное место, дающее возможность стабильного заработка, было предоставлено Мусоргскому по ходатайству Александра Петровича Опочинина.
С осени 1868 года по август 1871-го, то есть в течение всего периода создания оперы «Борис Годунов», Мусоргский живёт в Инженерном замке у Александра Петровича и Надежды Петровны Опочининых. Когда зимой 1869—1870 года опера была написана, она была исполнена здесь же родственниками и друзьями.
Н. П. Опочинина была на 18 лет старше Мусоргского, относилась к нему с душевной простотой родного человека, «имела на него, — как замечает В. Стасов, — особенно благодетельное влияние и при всей дружбе не щадила его недостатков…». Он доверялся ей беспредельно, посвящал в свои замыслы и планы и очень дорожил открытой правдивостью её взыскательных, порой суровых суждений. Сердечная дружба со временем переросла в чувство глубокой, преданной любви. [5] Натура незаурядная и волевая, Опочинина олицетворяла в представлении Мусоргского идеал женщины. Ей посвящены композитором несколько фортепианных пьес и шесть романсов.
Первая пьеса Мусоргского, связанная с Н. П. Опочининой, относится к осени 1859 года. Это «Impromptu passionne» («Страстный экспромт») с примечательным подзаголовком: Воспоминание о Бельтове и Любе. Она навеяна чтением (быть может, совместным) романа Герцена «Кто виноват?» Стасов считал эту пьесу неудавшейся, утверждая, что «несмотря на все одушевление от сильно увлекшей, по-видимому, Мусоргского „сцены поцелуя“ [в романе], сочинение его вышло очень незначительно и никогда не было им напечатано». Однако композитору эта пьеса была дорога, он дважды обращался к ней и не забыл упомянуть в Автобиографической записке.[6]
Наиболее отчетливо эволюция чувств, которые композитор тайно питал к Надежде Петровне, прослеживается шести романсах: «Но если бы с тобою я встретиться могла» (слова В. Курочкина, 1863); «Ночь» (слова А. Пушкина, две редакции — 1864, 1871); «Желание» (слова Г. Гейне, 1866); «Классик» (слова М. Мусоргского, 1867); «Стрекотунья белобока» (слова А. Пушкина, 1867, посвящено также Александру Опочинину), «Надгробное письмо», слова М. Мусоргского (1874).[7]
В романсе-фантазии «Ночь» (А. Пушкин, 1864) содержание стихотворения — восторженный любовный порыв, упоение счастьем разделенного чувства. Это редчайший у Мусоргского пример столь интимной любовной лирики. Высказав подобное настроение один единственный раз, композитор больше не возвращался к данной теме в жанре романса. Романс Мусоргский записал в двух редакциях. В одной из них он делает «свободную обработку слов Пушкина»:
Твой образ ласковый так полн очарованья,
Так манит к себе, так обольщает,
Тревожа сон мой тихий в час полночи безмолвной...
И мнится, шепчешь ты. Твои слова, сливаясь и журча
Чистой струйкой, надо мною в ночной тиши играют,
Полны любви, полны отрады,
Полны всей силы чар волшебной неги и забвенья...
Во тьме ночной, в полночный час
Твои глаза блистают предо мной.
Мне улыбаются, и звуки слышу я:
Мой друг, мой нежный друг! Люблю тебя, твоя, твоя!
Смерть Надежды Петровны Опочининой стала самым большим ударом для Мусоргского после потери матери. В этом убеждает посвященное ей, незавершенное «Надгробное письмо» (1874, собственный текст) — последняя часть «цикла» романсов, созданная вскоре после скоропостижной кончины Надежды Петровны. Музыка «Надгробного письма» полна трагической лиричности. Текст, написанный композитором, — самая исчерпывающая информация о личности Н. П. Опочининой. Скрывая от знакомых свою скорбь, Мусоргский выразил её в монологе словами, полными острой боли, тоски, одиночества, глубокого пессимизма, безысходной печали[8]:
Злая смерть, как коршун хищный,
Впилась вам в сердце и убила;
Палач, от бытия веков проклятый,
Она похитила и вас.
О, если бы могли постигнуть вашу душу
Все те, кому, я знаю, дик мой вопль безумный;
О, если б вам внимали
В беседе, в жарком споре, -
Мечтой, быть может, смелой
Я начертал бы людям
Ваш образ светлый,
Любовью правды озаренный,
Ваш ум пытливый,
Спокойно на людей взиравший.
Вы вовремя порвали с «блеском света» связь привычки,
Расстались с ним без гнева;
И думой неустанной познали жизнь иную, -
Жизнь мысли для труда святого.
Когда кончиной матери любимой,
Всякою житейскою невзгодой
Отброшенный от очага родного,
Разбитый, злой, измученный,
Я робко, тревожно, как пуганый ребёнок,
В вашу святую душу постучался...
Искал спасенья...
[1] В. В. Руммель и В. В. Голубцов. Родословный сборник русских дворянских фамилий, том 2. Санкт-Петербург, издание А. С. Суворина. 1886 год. Опочинины л. 239.
[2] С. В. Волков. Высшее чиновничество Российской империи. Краткий словарь. -М.: Русский фонд содействия образованию и науке, — 2016. Л. 483.
[3] http://kompozitor.su/books/item/f00/s00/z0000001/st005.shtml
[4] https://www.litmir.me/br/?b=243246&p=46 ЛитМир — Электронная Библиотека > Новиков Николай Степанович > У истоков великой музыки > Стр.46
[5] http://www.mussorgsky.ru/hubov041.html Г. Н. Хубов. «Мусоргский»
[6] http://www.mussorgsky.ru/hubov041.html Г. Н. Хубов. «Мусоргский»
[7] http://kompozitor.su/books/item/f00/s00/z0000001/st005.shtml
[8] Лирико-психологические вокальные миниатюры, посвященные Н. П. Опочининой.
https://studbooks.net/1081102/kulturologiya/liriko_psihologicheskie_vokalnye_miniatyury_posvyaschennye_opochininoy